# Parerigone tianmushana
Parerigone tianmushana är en tvåvingeart som beskrevs av Chao och Sun 1990. Parerigone tianmushana ingår i släktet Parerigone och familjen parasitflugor. Inga underarter finns listade i Catalogue of Life.